# Delphine Delrue
Delphine Aurore Delrue (* 6. November 1998 in Sarcelles) ist eine französische Badmintonspielerin. 

## Karriere
Delphine Delrue gewann in Frankreich zehn Nachwuchstitel, bevor sie 2016 erstmals nationale Titelträgerin bei den Erwachsenen wurde. 2018 siegte sie bei den Swedish Open, den Belgian International, den Spanish International und den Dutch International. 2019 war sie bei den Azerbaijan International und den French International erfolgreich. 2021 qualifizierte sie sich für die Olympischen Sommerspiele des gleichen Jahres.

## Sportliche Erfolge
| Saison    | Veranstaltung                                          | Disziplin | Platz | Name                                |
| --------- | ------------------------------------------------------ | --------- | ----- | ----------------------------------- |
| 2010/2011 | Französische Juniorenmeisterschaft Benjamins 2010/2011 | WD        | 1     | Delphine Delrue / Lole Courtois     |
| 2011/2012 | Französische Juniorenmeisterschaft Minimes 2011/2012   | WD        | 1     | Lole Courtois / Delphine Delrue     |
| 2012/2013 | Französische Juniorenmeisterschaft Minimes 2012/2013   | WD        | 1     | Lole Courtois / Delphine Delrue     |
| 2012/2013 | Französische Juniorenmeisterschaft Minimes 2012/2013   | XD        | 2     | Marc Laporte / Delphine Delrue      |
| 2013      | Finnish Junior International 2013                      | WD        | 1     | Lole Courtois / Delphine Delrue     |
| 2013/2014 | Französische Juniorenmeisterschaft Cadets 2013/2014    | WS        | 3     | Delphine Delrue                     |
| 2013/2014 | Französische Juniorenmeisterschaft Cadets 2013/2014    | XD        | 1     | Marc Laporte / Delphine Delrue      |
| 2014      | Polish Junior International 2014                       | WD        | 1     | Lole Courtois / Delphine Delrue     |
| 2014      | Turkey International 2014                              | WD        | 3     | Lole Courtois / Delphine Delrue     |
| 2014/2015 | Französische Juniorenmeisterschaft Cadets 2014/2015    | WS        | 3     | Delphine Delrue                     |
| 2014/2015 | Französische Juniorenmeisterschaft Cadets 2014/2015    | XD        | 3     | Marc Laporte / Delphine Delrue      |
| 2014/2015 | Französische Juniorenmeisterschaft Cadets 2014/2015    | WD        | 1     | Lole Courtois / Delphine Delrue     |
| 2015      | European Student Championships 2015                    | XD        | 2     | Thomas Vallez / Delphine Delrue     |
| 2015      | Swiss Junior International 2015                        | WD        | 3     | Delphine Delrue / Yaëlle Hoyaux     |
| 2015      | Swiss Junior International 2015                        | XD        | 3     | Thom Gicquel / Delphine Delrue      |
| 2015      | Bulgaria Junior International 2015                     | WD        | 3     | Delphine Delrue / Yaëlle Hoyaux     |
| 2015      | Bulgaria Junior International 2015                     | XD        | 3     | Gregor Dunikowski / Delphine Delrue |
| 2015      | Estonian International 2015                            | WD        | 3     | Delphine Delrue / Anne Tran         |
| 2015      | European Student Championships 2015                    | WD        | 2     | Delphine Delrue / Laurane Rosello   |
| 2015      | Polish Junior International 2015                       | XD        | 1     | Thomas Vallez / Delphine Delrue     |
| 2015/2016 | Französische Juniorenmeisterschaft 2015/2016           | WD        | 1     | Delphine Delrue / Yaëlle Hoyaux     |
| 2016      | Portugal International 2016                            | XD        | 3     | Thomas Vallez / Delphine Delrue     |
| 2016      | French International 2016                              | WD        | 2     | Delphine Delrue / Léa Palermo       |
| 2016      | Französische Meisterschaft 2016                        | WD        | 1     | Léa Palermo / Delphine Delrue       |
| 2016      | Swiss International 2016                               | WD        | 3     | Delphine Delrue / Vimala Heriau     |
| 2016      | Swiss International 2016                               | XD        | 2     | Thom Gicquel / Delphine Delrue      |
| 2017      | Juniorenweltmeisterschaft 2017                         | XD        | 33    | Thom Gicquel / Delphine Delrue      |
| 2017      | Juniorenweltmeisterschaft 2017                         | WD        | 33    | Delphine Delrue / Léa Palermo       |
| 2018      | Juniorenweltmeisterschaft 2018                         | XD        | 17    | Thom Gicquel / Delphine Delrue      |
| 2018      | Scottish Open 2018                                     | WD        | 3     | Delphine Delrue / Léa Palermo       |
| 2018      | Juniorenweltmeisterschaft 2018                         | WD        | 33    | Delphine Delrue / Léa Palermo       |
| 2018      | Mediterranean Games 2018                               | WD        | 1     | Delphine Delrue / Léa Palermo       |
| 2018      | Swedish Open 2018                                      | XD        | 1     | Thom Gicquel / Delphine Delrue      |
| 2018      | Spanish International 2018                             | WD        | 1     | Delphine Delrue / Léa Palermo       |
| 2018      | Belgian International 2018                             | WD        | 1     | Delphine Delrue / Léa Palermo       |
| 2018      | Französische Meisterschaft 2018                        | XD        | 1     | Thom Gicquel / Delphine Delrue      |
| 2018      | All England 2018                                       | WD        | 17    | Delphine Delrue / Léa Palermo       |
| 2018      | Dutch Open 2018                                        | XD        | 2     | Thom Gicquel / Delphine Delrue      |
| 2018      | Dutch International 2018                               | XD        | 1     | Thom Gicquel / Delphine Delrue      |
| 2019      | Denmark International 2019                             | XD        | 2     | Thom Gicquel / Delphine Delrue      |
| 2019      | Polish Open 2019                                       | XD        | 2     | Thom Gicquel / Delphine Delrue      |
| 2019      | French International 2019                              | XD        | 1     | Thom Gicquel / Delphine Delrue      |
| 2019      | Europaspiele 2019                                      | XD        | 3     | Thom Gicquel / Delphine Delrue      |
| 2019      | US Open 2019                                           | XD        | 2     | Thom Gicquel / Delphine Delrue      |
| 2019      | Azerbaijan International 2019                          | XD        | 1     | Thom Gicquel / Delphine Delrue      |
| 2019      | Französische Meisterschaft 2019                        | WD        | 1     | Delphine Delrue / Léa Palermo       |
| 2019      | Französische Meisterschaft 2019                        | XD        | 1     | Thom Gicquel / Delphine Delrue      |
| 2019      | All England 2019                                       | WD        | 17    | Delphine Delrue / Léa Palermo       |
| 2019      | Azerbaijan International 2019                          | WD        | 3     | Delphine Delrue / Léa Palermo       |
| 2020      | All England 2020                                       | XD        | 9     | Thom Gicquel / Delphine Delrue      |
| 2021      | All England 2021                                       | XD        | 5     | Thom Gicquel / Delphine Delrue      |